# Chaszczak piaskowy
Chaszczak piaskowy (Nesillas lantzii) – gatunek małego ptaka z rodziny trzciniaków (Acrocephalidae). Występuje endemicznie na Madagaskarze w jego południowej i południowo-zachodniej części.
Systematyka
Gatunek monotypowy. Niegdyś uznawano go za podgatunek chaszczaka madagaskarskiego (N. typica), jednak tam, gdzie ich zasięgi nakładają się, nie dochodzi do krzyżowania się między nimi.
Morfologia
Długość ciała wynosi około 17 cm. Jasnoszary ptak z długim ogonem złożonym z dwunastu piór.
Ekologia i zachowanie
Środowiskiem życia chaszczaków piaskowych są półpustynne lasy, niskie zarośla wilczomleczów (Euphorbia) i niewysokie nadbrzeżne zakrzewienia. Występują od poziomu morza do około 500 m n.p.m.
Żywią się owadami, żerują samotnie lub w parach. Okres lęgowy trwa od sierpnia do lutego, szczytowy okres przypada na październik–grudzień. Gniazdo buduje blisko ziemi, w kępce traw lub na krzewie; w zniesieniu dwa jaja, poza tym brak informacji o rozrodzie.
Status
IUCN uznaje chaszczaka piaskowego za gatunek najmniejszej troski (LC, Least Concern) nieprzerwanie od 1994 roku, kiedy po raz pierwszy został sklasyfikowany jako osobny gatunek. Liczebność populacji nie została oszacowana, jednak nie jest to ptak rzadki. Trend liczebności populacji uznawany jest za stabilny.